# Brunor
Pour les articles homonymes, voir Rabourdin.
Brunor, nom de plume de Bruno Rabourdin, est un illustrateur et un scénariste de bande dessinée français, né le 24 mars 1955.

## Biographie
Brunor est l'un des trois étudiants fondateurs du fanzine PLGPPUR (sigle de « Plein la gueule pour pas un rond ») ou PLG, devenu plus tard les éditions PLG. Après avoir été journaliste, puis responsable des pages bande dessinée de l'hebdomadaire Tintin reporter, il devient illustrateur indépendant en 1990. En 1981, il collabore avec magazine À l'écoute, édité par la fondation des Apprentis d'Auteuil. Il est également collaborateur pour La Croix.
Il reçoit surtout des commandes de dessins d’humour pour illustrer des sujets sérieux en presse, édition et communication d'entreprise.
Brunor scénarise un album biographique sur Bernadette Soubirous, avec un dessin de Dominique Bar : Bernadette - Affaire non classée, publié en 2007. L'ouvrage reçoit le prix Gabriel de la BD chrétienne en 2008. Avec le Mystère du Soleil froid, paru en 2009, il démarre en solo la série Les indices pensables qui compte 12 volumes en 2022. Constituée de trois cycles, le premier (tome 1 à 5) confronte au réel les grands courants de pensée philosophique, le second cycle (tome 6 et 7) enrichit cette analyse avec le paradigme chrétien enfin les 5 derniers tomes s'intéresse à la nature du Christ. Cette série vaut à l'auteur le prix de la BD chrétienne au festival d'Angoulême en 2011. En parallèle, il scénarise un one shot sur Daniel Brottier, avec un dessin d'Hervé Duphot ; l'album est publié en 2013 sous le titre Daniel Brottier - Remuer Ciel et Terre. L'album reçoit le prix de la bande dessinée chrétienne à Angoulême en 2015.
Brunor participe à des conférences, et des ateliers scolaires, sur le débat entre science et foi chrétienne. En effet, « depuis 2012, il est chargé de mission pour le diocèse de Paris pour réaliser des interventions auprès des lycéens et collégiens dans l'enseignement privé ou auprès des jeunes dans les aumôneries de l'enseignement public ».

## Publications

### Bande dessinée
- Les Indices-pensables, textes et dessins de Brunor :
- Tome 1 : Le Mystère du soleil froid, 2009, Brunor éditions   (ISBN 978-2954971766)
- Tome 2 : Un Os dans l'évolution, 2011, Brunor éditions   (ISBN 978-2954971773)
- Tome 3 : Le hasard n'écrit pas de message, 2011, Brunor éditions  (ISBN 978-2-954971735)
- Tome 4 : La Lumière fatiguée, 2012 ,Brunor éditions  (ISBN 978-2-954971735)
- Tome 5 : L'Être et le néant sont dans un bateau, 2014, Brunor éditions,  (ISBN 978-2954971704) ;
- Tome 6 : Le Secret de l'Adam inachevé, 2015, Brunor éditions,  (ISBN 978-295497-174-2).
- Tome 7 : Les Jours effacés, 2016, Brunor éditions,  (ISBN 978-2954971797)
- Tome 8 : La Question interdite, 2017, Brunor éditions  (ISBN 979-1096510009)
- Tome 9 : Les Faussaires du Logos, 2018, Brunor éditions   (ISBN 979-1096510016)
- Tome 10 : La Réponse (mur)murée, 2019, Brunor éditions   (ISBN 979-1096510030)
- Tome 11 : Un homme nommé germe, 2020, Brunor éditions   (ISBN 979-1096510061)
- Tome 12 : L'Empreinte transfigurée, 2021, Brunor éditions   (ISBN 979-1096510115)
- Tomes 1 et 2 : Double album : Deux Os dans le cosmos, 2012, Brunor éditions, .  (ISBN 978-2954971711)

- L'Univers imprévisible, textes et dessins de Brunor, Éditions du Cerf, collection Les enquêtes essentielles, 2007  (ISBN 978-2-20408-436-9).
- La question interdite, Qui est Jésus-Christ ? :  textes et dessins de Brunor, Le Sénevé, collection Jeunesse, 2009  (ISBN 978-2-35770-071-0).
- Bernadette, affaire non classée, scénario de Brunor, dessins de Dominique Bar, Mame-Edifa, 2007  (ISBN 978-2-916350-22-6).
- Jehanne d'Arc, gagner la paix, scénario de Brunor, dessins de Dominique Bar, Mame-Edifa, 2008  (ISBN 978-2-916350-36-3).
- Martin, partager la vérité, scénario de Brunor, dessins de Dominique Bar, Mame-Edifa, collection À ciel ouvert, 2009  (ISBN 978-2-916350-60-8).
- Théophane Vénard, dans les griffes du tigre[14], scénario de Brunor, dessins de Dominique Bar, CLD Éditions, 2007  (ISBN 978-2-85443-509-2).
- Monsieur Vincent, la vie à sauver, scénario de Brunor, dessins de Didier Millotte, Mame-Edifa, collection À ciel ouvert, 2010  (ISBN 978-2-916350-79-0).
- Paul, devenir un homme nouveau, scénario de Brunor, dessins de Pascal Vincent, Mame-Edifa, collection À ciel ouvert, 2013  (ISBN 978-2-72891-518-7).
- Saint Paul Chen, jeune martyr chinois, scénario de Brunor, dessins d'Armelle Joly, Mame-Edifa, 2009  (ISBN 978-2-72891-311-4).
- Daniel Brottier, scénario de Brunor, dessins d'Hervé Duphot, Mame/Apprentis d'Auteuil, 2013  (ISBN 978-2-72891-751-8).
- www.jésus qui ? : L'enquête historique, textes et dessins de Brunor, Éditions du Cerf, 2004  (ISBN 978-2-20407-390-5).
- Histoires de famille, textes et dessins de Brunor.
- La Tribu :

1. La Tribune de la tribu, Presses de la Renaissance, 2001  (ISBN 2-85616-840-X) ;
2. Le Retour… de la tribu, CLD Éditions, 2005  (ISBN 978-2-85443-470-5).

### Illustration
- Pour décoder un tableau religieux : Nouveau Testament, d'Éliane et Régis Burnet, illustrations de Brunor, Éditions du Cerf, 2006  (ISBN 978-2-20408-076-7).
- Conseils à des parents d'ados, de Denis Sonet, illustrations de Brunor, Edifa-Mame, collection Entre nous, 2005  (ISBN 978-2914580700).
- Le Mont St Michel sauvé des Sables, de Luc Weizmann, illustrations de Brunor, éditions Place Ne, collection Architecture, 2010  (ISBN 978-2-85893-942-8).
- Pour baptiser notre enfant : Une catéchèse en profondeur, de Max de Longchamp, illustrations de Brunor, Centre Saint Jean de la Croix, collection Paroisse et famille, 2007  (ISBN 978-2-90927-131-6).
- L’Évangile à l'encre sympathique, textes et dessins de Brunor, Éditions du Cerf, collection Les enquêtes essentielles, 2001  (ISBN 978-2-20406-729-4).
- Presse, mode d'emploi, de Jean-Benoît Durand, illustrations de Brunor, Castor Poche, collection Castor doc, 2000  (ISBN 978-2-08163-857-0).
- Conseils aux couples qui s'aiment… ou qui peinent, de Denis Sonet, illustrations de Brunor, Droguet Ardant, collection Entre nous, 2005  (ISBN 978-2-91458-058-8).
- Jésus, conduite accompagnée : Avec Luc pour guide, d'Alain Patin, illustration de Brunor, Éditions de l'Atelier, collection Religieux HC, 2009  (ISBN 978-2-70824-051-3).
- J'aime pas les maths !, de Jean-Christophe Culioli, illustrations de Brunor, Éditions du Temps, collection J'aime pas…, 2007  (ISBN 978-2-84274-383-3).
- Www.Dieu, textes et dessins de Brunor, Éditions du Cerf, collection Cerf-jeunesse, 1997  (ISBN 978-2-20405-760-8).
- L'Aventure du christianisme, de Jean de Montalembert, illustrations de Brunor, Éditions du Cerf, collection Pour Lire, 2008  (ISBN 978-2-20408-205-1).
- J'aime pas l'histoire-géo !, de Vincent Moriniaux et Agnès Maginot, illustrations de Brunor, Éditions du Temps, collection J'aime pas…, 2006  (ISBN 978-2-84274-362-8).
- J'aime pas lire !, de Delphine de Maupeou, illustrations de Brunor, Éditions du Temps, collection J'aime pas…, 2006  (ISBN 978-2-84274-361-1).
- J'aime pas les musées !, d'Agnès Falabrègues, illustration de Brunor, Éditions du Temps, collection J'aime pas…, 2008  (ISBN 978-2-84274-437-3).
- Faut-il avoir peur de la mort ?, de Christian Delacampagne, illustrations de Brunor, Louis Audibert, collection Brins de philo, 2002  (ISBN 978-2-84749-008-4).
- J'aime pas la musique !, de Valérie Rouge-Pullon, illustration de Brunor, Éditions du Temps, collection J'aime pas…, 2007  (ISBN 978-2-84274-384-0).
- Si tu m'entends, klaxonne deux fois !, textes et dessins de Brunor, Husky Productions, 1996  (ISBN 978-2-91049-508-4).
- Big-bang : Cox et Nel, textes et dessins de Brunor, Husky Productions, 2012  (ISBN 978-2-95079-936-4).
- Thilou et le petit dragon, de Marie-Sophie Boulanger, illustration de Brunor, Libra Jeunesse, 2006  (ISBN 978-2-84492-259-5).

Brunor illustre également des ouvrages scolaires chez différents éditeurs : Hachette, Nathan, Bordas, Belun, Bertrand-Lacoste.

### Album musical
- La poussière des années lumière, avec Ararat, 2010, Idol / Adf Musique.

## Prix et distinctions
- 2006 : mention spéciale du jury œcuménique lors du festival d'Angoulême[4]
- 2008 : prix Gabriel de la BD chrétienne pour Bernadette - Affaire non classée[5].
- 2011 : prix de la BD chrétienne au festival d'Angoulême pour Les Indices pensables[7]
- 2015 : prix de la BD chrétienne au festival d'Angoulême pour Daniel Brottier - Remuer Ciel et Terre[8]